# The Braids
The Braids war ein US-amerikanisches Dance-Pop-Duo, bestehend aus Zoë Ellis und Caitlin Cornwell. Es wurde 1996 durch eine Coverversion von Freddie Mercurys Song Bohemian Rhapsody bekannt.
Das Duo ist nicht zu verwechseln mit der 2006 gegründeten kanadischen Art-Rock-Band Braids.

## Geschichte
Die beiden Sängerinnen Zoë Ellis und Caitlin Cornwell stammen aus Berkeley, Kalifornien. Sie lernten sich als Kinder kennen, als sie im gleichen Gospel-Chor sangen. 1993 wurden sie Mitglieder der Funk-Band Mo’Fessionals, die in den Clubs der San Francisco Bay Area auftrat und zwei Alben veröffentlichte (Who Likes The Bass? – Live At Slim’s, Finally Over).
1996 nahmen sie mit dem Produzenten Stephan Jenkins ein R&B-Cover von Bohemian Rhapsody auf, das sowohl als Single, als auch auf dem Soundtrack zu High School High und weiteren Kompilationen erschien. Mit dem Song konnten sich die beiden Sängerinnen unter dem Namen The Braids in zahlreichen Charts platzieren. So erreichten sie unter anderem Platz 42 der Billboard Hot 100, Platz 21 der UK-Charts und die Top 10 von Belgien, Schweden, Norwegen und Neuseeland.
The Braids, die einen Vertrag bei Atlantic Records unterschrieben hatten, planten im Anschluss ein Studioalbum. Da Jenkins durch den gleichzeitigen Erfolg seiner Band Third Eye Blind beschäftigt war, erschien das Debütalbum Here We Come jedoch erst 1998. Auch zwei Singles wurden ausgekoppelt. The Braids konnten damit jedoch nicht an ihren Charterfolg anknüpfen.
Zoë Ellis und Caitlin Cornwell brachten danach keine Veröffentlichungen als The Braids mehr heraus, arbeiteten jedoch weiter gemeinsam als Backgroundsängerinnen. Zoë Ellis begann 2001 eine Solokarriere und arbeitete mit ihrem Bruder, dem Jazz-Saxophonisten Dave Ellis zusammen. Caitlin Cornwell war unter anderem Mitglied der Gruppen SoVoSo und Bop City Pacific.

## Diskografie

### Alben
- 1998: Here We Come, Big Beat Records (Atlantic)

### Singles
- 1996: Bohemian Rhapsody
- 1998: Young Americans
- 1998: The Wind

## Auszeichnungen für Musikverkäufe
| Silberne Schallplatte - Frankreich - 1997: für die Single Bohemian Rhapsody | Goldene Schallplatte - Norwegen - 1997: für die Single Bohemian Rhapsody |

| Land/RegionAuszeichnungen für Musikverkäufe (Land/Region, Auszeichnungen, Verkäufe, Quellen) | Silber  | Gold  | Platin | Verkäufe | Quellen     |
| -------------------------------------------------------------------------------------------- | ------- | ----- | ------ | -------- | ----------- |
| Frankreich (SNEP)                                                                            | Silber1 | —     | —      | 125.000  | infodisc.fr |
| Norwegen (IFPI)                                                                              | —       | Gold1 | —      | 10.000   | ifpi.no     |
| Insgesamt                                                                                    | Silber1 | Gold1 | —      |          |             |

## Belege
1. 1 2  Chartquellen: DE/UK/US CH Billboard
2. ↑  Biografie Zoë Ellis (Memento vom 29. September 2010 im Internet Archive)
3. ↑  Biografie bei Allmusic